# Fred Karger

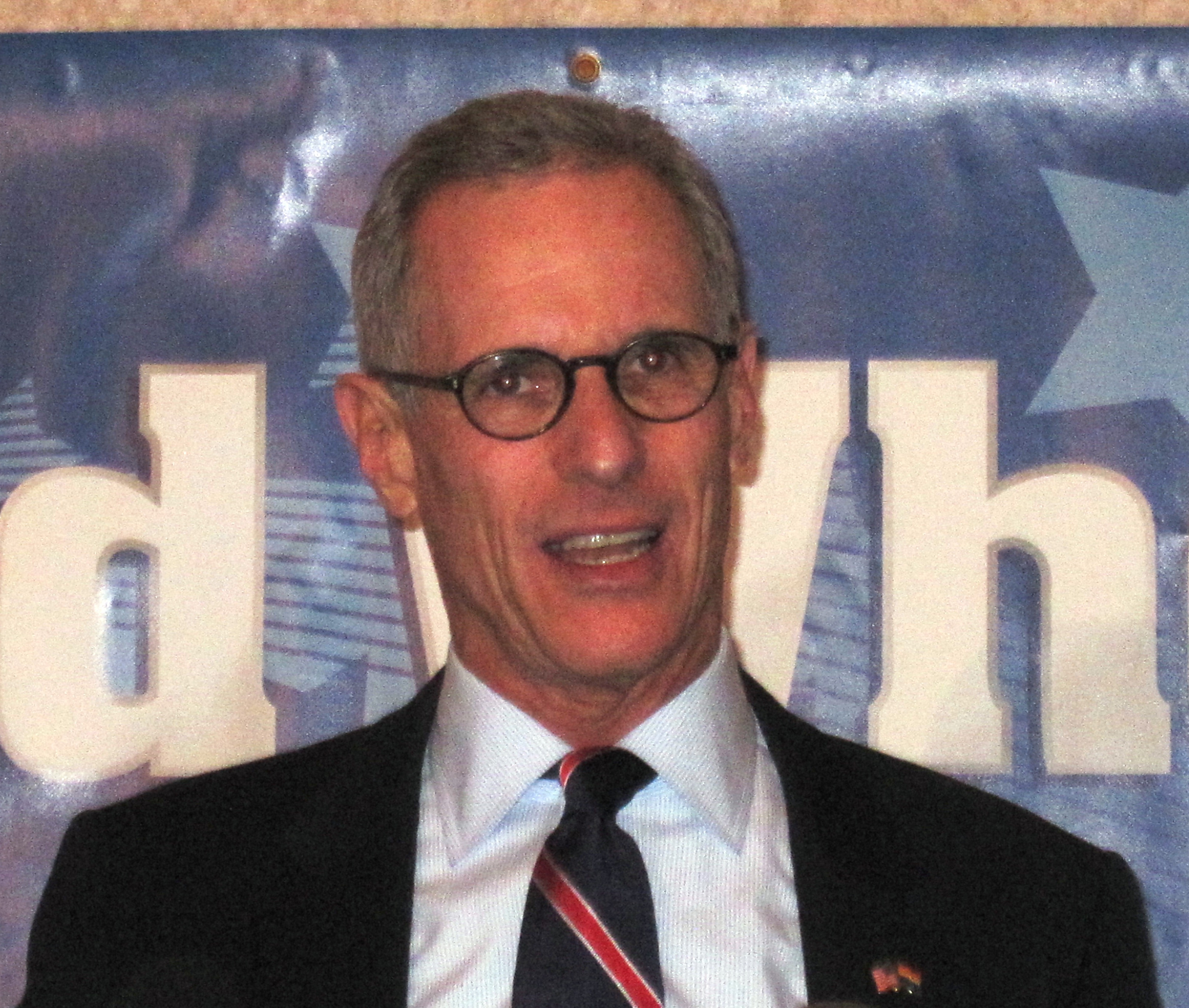
Fred Karger in Iowa im November 2010

Fred Karger (* 31. Januar 1950 in Chicago) ist ein US-amerikanischer politischer Berater und Aktivist der Lesben- und Schwulenbewegung. Kargers Karriere als politischer Berater überspannt drei Jahrzehnte. Er arbeitete unter anderem bei neun Wahlkampagnen um die Präsidentschaftswahl in den Vereinigten Staaten und als "Senior Consultant" für die Kampagnen der Präsidenten Ronald Reagan, George H. W. Bush und Gerald Ford.
Er ist offiziell in den parteiinternen Vorwahlkampf um die Nominierung als republikanischer Präsidentschaftskandidat für die  Präsidentschaftswahl in den Vereinigten Staaten 2012 eingestiegen.